# Saint-Martin-d’Entraunes
Saint-Martin-d’Entraunes település Franciaországban, Alpes-Maritimes megyében. Lakosainak száma 146 fő (2022. január 1.). Saint-Martin-d’Entraunes Castellet-lès-Sausses, Colmars, Châteauneuf-d’Entraunes, Entraunes és Villeneuve-d’Entraunes községekkel határos.

## Népesség
A település népessége az elmúlt években az alábbi módon változott:
| Lakosok száma | 172  | 113  | 113  | 85   | 112  | 121  | 142  | 152  | 153  | 146  |
|               | 1968 | 1982 | 1990 | 2006 | 2013 | 2015 | 2017 | 2019 | 2020 | 2022 |